# Черкашин, Игорь Анатольевич
Черкашин Игорь Анатольевич — российский театральный режиссёр, актёр, драматург, педагог.

## Биография
Родился 12 февраля 1964 года в Комсомольске-на-Амуре.
В 1988 году окончил актёрское отделение Днепропетровского театрального училища (педагог В. Ф. Батуринец).
В 2000 году окончил режиссёрское отделение ВТУ им. Щукина (педагоги М. Б. Борисов, А. М. Поламишев).
В 2001—2002 гг. — преподаватель кафедры режиссуры театрализованных представлений в Орловском институте искусств и культуры.
В 2009—2011 гг. — руководитель курса, преподаватель кафедры театрального творчества в Башкирском республиканском колледже культуры и искусства.
В 1988—1991 гг. — актёр Орловского областного театра кукол.
В 1991—2002 гг. — актёр и режиссёр Орловского театра для детей и молодёжи «Свободное пространство».
В 2002—2010 гг. — художественный руководитель и главный режиссёр Стерлитамакского русского театра.
В 2013—2017 гг. — художественный руководитель Орловского академического театра драмы им. Тургенева.

## Некоторые постановки
Театр «Свободное пространство» (Орёл):
А.Дюма «Пьеро»
В.Ольшанский «Иван седьмой»
Е.Шварц «Василиса-работница и Баба Яга»
Р.Белецкий «Я встретил вас и все…»
Л.Герш «Эти свободные бабочки»
А.Слаповский «Многоликое лицо твое»
И.Черкашин «Айболит и Бармалей»
Русский драматический театр (Уфа):
А. Слаповский «Пятый угол» (Блин-2)
В.Жеребцов «Пельмени с Федором…»
Жан-М. Шевре "Squat, или Парижская «коммуна»
Н.Андреев «ДПЗ-3Д»
В.Дурненков «Экспонаты»
Д.Богославский «Любовь людей»
Л.Толстой «Плоды просвещения»
Стерлитамакский драматический театр:
М.Шизгал «Любовь»
Л.Герш «Эти свободные бабочки»
О.Харрис «Андрокл и Лев»
В.Ольшанский «Иван седьмой»
В.Жеребцов «Поцелуй»
В.Ольшанский «Матушка Крапива»
О.Богаев «Русская народная почта»
В.Ольшанский «Хапун»
Н. В. Гоголь «Женитьба»
В.Илюхов «Кикимора»
Р.Куни «Папа в паутине»
М.Горький «Последние»
И.Черкашин «О-Цуру — журавлиные перья»
О.Харрис «Арканзасское чудо, или танцующий медведь»
К.Гоцци «Принцесса Турандот»
Ж-Б.Мольер «Скупой»
А.Спадавеккиа «Золушка»
Э-Э. Шмит «Оскар и Розовая дама»
Т.Уильямс "Трамвай «Желание»
Ростовский молодежный театр:
М.Ладо «Очень простая история»
Ивановский областной театр драмы:
«Дяденька, возьми меня к себе…» по пьесе А. Слаповского «Клинч»
Новошахтинский драматический театр:
А. Чехов «Чайка»
Г. Горин «Поминальная молитва»
В. Шукшин «Рассказы»
А. Мильян «Цианистый калий… с молоком или без?»
У. Шекспир «Буря»
М. Старицкий «За двумя зайцами»
И.Тургенев «Ася»
Йошкар-Олинский русский театр драмы им. Константинова:
Жан-Мари Шевре "Squat, или Парижская «коммуна»
Иркутский Театр юного зрителя им. А.Вампилова:
А.Вампилов «Ярмарка» («Прощание в июне»)
Орловский государственный академический театр им. И. С. Тургенева:
В.Шукшин «Пост Скриптум P.S.»
В.Илюхов «Как Настенька чуть Кикиморой не стала»
В.Жеребцов «Пикничок»
Р. Куни «Папа в п@утине»
В.Жеребцов «Выстрел»
Н.Лесков «Русское тайнобрачие» по пьесе Т.Дрозда
В.Жеребцов «Памятник»
И.Тургенев «Первая любовь» (инсценировка В. Зверовщикова)
И.Бунин «Темные аллеи» (инсценировка Л.Проталина)
И.Тургенев «Людоед Микоколембо»
Донской театр драмы и комедии им. Комиссаржевской (Новочеркасск):
А.Островский «Бесприданница»
Дмитровский театр «Большое гнездо»:
М.Ладо «Очень простая история»
Э.Ростан «Сирано де Бержерак»
Рубцовский драматический театр:
В.Ткачев «Ляльки»

## Другие проекты
Автор сценария и режиссёр (в соавторстве с Виктором Супруном) телевизионной юмористической передачи «От фонаря», для Орловской Государственной Телерадиовещательной Компании (ГТРК «Орёл», 1995—1999 гг.)
Автор сценария и режиссёр рекламных и промо-видео для фирмы «Эльф-А», компании «Ресурс-связь», Орловского театра для детей и молодёжи «Свободное пространство». (г. Орёл. 1995—1999 гг.)
Неоднократно принимал участие в различных театральных лабораториях:
Творческая Лабораториярежиссёров драматических театров «ПЕРЕВАЛ-2019». Эскиз к спектаклю «В поиске» по пьесе Н.Фостера. (Магаданский Государственный Музыкальный и Драматический Театр, 2019 г.)
Лаборатория современной драматургии в рамках фестиваля «Театральная весна» в Государственном академическом русском драматическом театре Республики Башкортостан (г. Уфа), Эскиз к спектаклю «Демоны» по пьесе Н.Ворожбит. 2013 г.
Лаборатория современной драматургии и режиссуры — Кемеровский областной театр драмы, эскиз к спектаклю «В тени виноградника» И.Зингера, руководитель проекта Олег Лоевский 2011 г.
Лаборатория современной драматургии и режиссуры «Драмдесант», Государственного Театра Наций в Псковском академическом театре драмы им. А. С. Пушкина, при поддержке Министерства культуры России. Эскиз к спектаклю «Демоны» по пьесе Н.Ворожбит — читка пьесы с листа. Руководитель проекта Олег Лоевский 2010 г.

## Награды и премии
Дипломант Всероссийского фестиваля «AVE» (г. Москва, 1998 г.) — спектакль «Многоликое лицо твое»
Дипломант III-го открытого фестиваля-конкурса «Золотой конёк» (г. Тюмень), 2002 г. — спектакль «Любовь»
Лауреат Республиканского фестиваля «Театральная весна-2003» (г. Уфа), 2003 г. — спектакль «Хапун» (лучшая режиссёрская работа)
Дипломант V-го фестиваля малых городов России (г. Лысьва, 2004 г.) — спектакль «Женитьба»
Лауреат Всероссийского фестиваля театров малых городов (г. Вышний Волочек, 2006 г.) — спектакль «Хапун»
Дипломат Республиканского фестиваля «Театральное весна 2009» (г. Уфа, 2009 г.) — спектакль «Последние»
Дипломант четвертого Всероссийского театрального фестиваля «Русская комедия» — спектакль «Поминальная молитва» (2010 г.)
Дипломант 4-го Международного театрального фестиваля «КОМПЛИМЕНТ» — «За высокую постановочную культуру» — спектакль «Цианистый калий… с молоком или без?» (2011 г.)
Дипломант XXI Международного фестиваля «Славянские театральные встречи» — спектакль «Пост Скриптум P.S.» (г. Брянск 2014 г.)
Дипломант V Международного театрального фестиваля им. Федора Абрамова «Родниковое слово» — спектакль «Пост Скриптум P.S.» (г. Архангельск 2016 г.)
За большие достижения в развитии театрального искусства был удостоен награды Юбилейным знаком «80 лет Орловской области» (2018 г.)
Дипломант IV Международного театрального фестиваля «Поговорим о любви» (Новошахтинск 2019 г.) — спектакль «Очень простая история» (лучшая режиссёрская работа)
За большой вклад в изучение и популяризацию творческого наследия И.А.Бунина награждён памятной медалью «150-летие И.А.Бунина» (2023 г.)